# Andreas Hauser

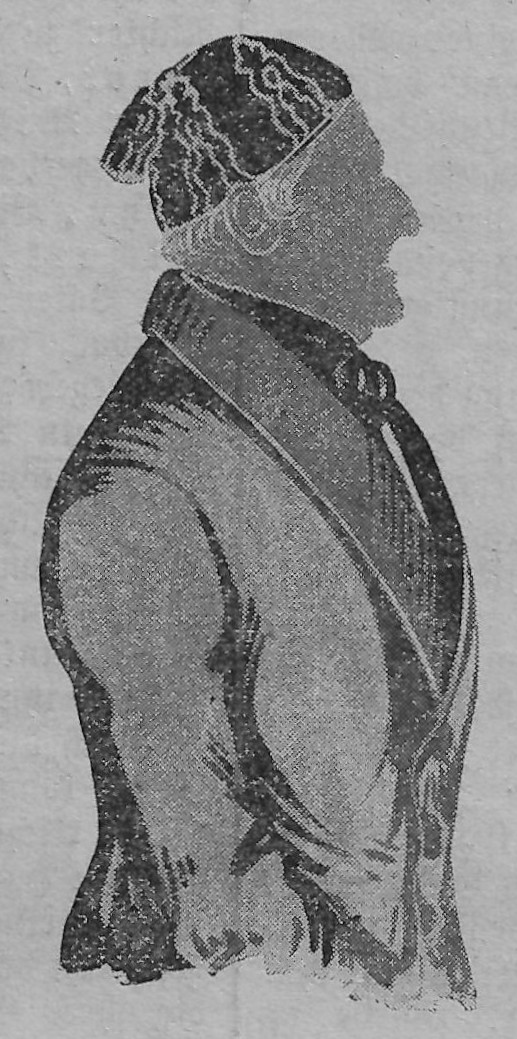
Andreas Hauser

Andreas Hauser (* 28. Juni 1770 in Wittlingen; † 31. Januar 1860 in Marbach a.N.) war ein württembergischer Landtagsabgeordneter und Amtsbürgermeister in Marbach.

## Leben
Hausers Eltern waren der Landwirt und Gerichtsverwandte Conrad Hauser und dessen Frau Maria Friderika, geb. Blankenhorn. Nach der Konfirmation machte er eine Lehre als Schreiber und arbeitete ungefähr ab 1781 als Amtssubstitut in Affalterbach. 1798 heiratete er Luise Doerner (1769–1833). Hauser war anschließend Stadtpfleger in Marbach und wurde schließlich Amtsbürgermeister in Marbach. Er gehörte von 1825 bis 1831 der Württembergischen Kammer der Abgeordneten an. 1831 unterlag er Johannes Nefflen bei der Landtagswahl im Wahlkreis Marbach.